# Arachis paraguariensis
Arachis paraguariensis är en ärtväxtart som beskrevs av Robert Hippolyte Chodat och Emil Hassler. Arachis paraguariensis ingår i släktet jordnötter, och familjen ärtväxter.

## Underarter
Arten delas in i följande underarter:
- A. p. capibarensis
- A. p. paraguariensis